# 路易斯·塞科
路易斯·塞科（英語：Louis Secco，1927年1月18日—2008年10月27日），加拿大男子冰球运动员，场上位置是前锋。他曾代表加拿大参加1952年冬季奥林匹克运动会冰球比赛，获得一枚金牌。